# سونگ یوکی
سونگ یوکی (به چینی: 宋雨琦؛ سونگ یوچی، به کره‌ای: 송우기؛ زادهٔ ۲۳ سپتامبر ۱۹۹۹) که با نام یوکی یا یوگی (به انگلیسی: Yuqi) شناخته می‌شود، یک خواننده و مجری تلویزیون اهل چین است. او عضو گروه موسیقی (جی)آیدل است که در سال ۲۰۱۸ شروع به کار کرد. یوکی از سال ۲۰۱۹ مجری برنامهٔ تلویزیونی چینی به دویدن ادامه بده است. او در سال ۲۰۲۴ همراه با فعالیت های گروهی خود فعالیت انفرادی خود را با آلبوم YUQ1 آغاز کرد . این آلبوم شامل ۷ قطعه می شود